# Dobrá Voda (district de Pelhřimov)
Pour les articles homonymes, voir Dobrá Voda.
Dobrá Voda (en allemand : Gutwasser) est une commune du district de Pelhřimov, dans la région de Vysočina, en République tchèque. Sa population s'élevait à 205 habitants en 2020.

## Géographie
Dobrá Voda se trouve à 9 km au sud-est de Pelhřimov, à 24 km à l'ouest-sud-ouest de Jihlava et à 100 km au sud-est de Prague.
La commune est limitée par Pelhřimov au nord, par Nový Rychnov à l'est, par Nová Buková à l'est et au sud, par Pelhřimov à l'ouest, et par Zajíčkov au nord-ouest.

## Histoire
La première mention écrite du village date de 1389.